# پریش جکسون (لوئیزیانا)
شهرستان جکسون، لوئیزیانا (به انگلیسی: Jackson Parish, Louisiana) یک سکونتگاه مسکونی در ایالات متحده آمریکا است که در لوئیزیانا واقع شده‌است.

## خصوصیات
شهرستان جکسون ۱٬۵۰۳ کیلومترمربع مساحت دارد.